# Дальний Мар'ян
Мар'ян Дальний (справжнє ім'я та прізвище: Мар'ян Григорович Горгота, псевдоніми: Д. Опільський, Р. Гайдар, В. Дубовий та ін.; 1 січня 1924, Бортків — 17 червня 2007, Торонто) — український письменник, редактор, громадський діяч. Засновник і голова Об'єднання української демократичної молоді Канади (ОДУМ), член Об'єднання українських письменників «Слово», УВАН у Канаді, Асоціації канадських університетських викладачів, Спілки українських журналістів Канади, мистецького товариства «Козуб».

## Біографічні відомості
Народився у національно свідомій родині. Після закінчення школи навчався у Львівському державному технічному інституті (1943–1944), потім у політехнічному інституті в Карлсруе (1946–1948), студіював журналістику у Високій школі політичних наук.
У 1949 емігрував до Канади, продовжив навчання у Раєрсонському політехнічному інституті (1960–1962) та Оттавському університеті (1963–1964). Працював у відділі громадських програм Онтарійського міністерства освіти (1960–1963), бібліотекарем у Гвелфському університеті, головним редактором журналу «Молода Україна» (Торонто), потім співредактором, а з 1978 р. — головним редактором журналу «Нові дні». У 2003 р. отримав Диплом ім. Дмитра Нитченка за багаторічне редагування журналу «Нові дні» та пропаганду українського друкованого слова. Помер у 2007 р. у м. Торонто (Канада).

## Творчість
Автор багатьох статей, репортажів, оглядів.
- Дальний Мар'ян (Горгота) Вибране: Люди — події — коментарі. — К.: Вид. дім «Києво-Могилянська академія», 2007. — 563 с.

## Інтернетні ресурси
- Бл. п. Мар'ян Дальний (Горгота) [Архівовано 4 березня 2016 у Wayback Machine.]